# Navigatie-instrument

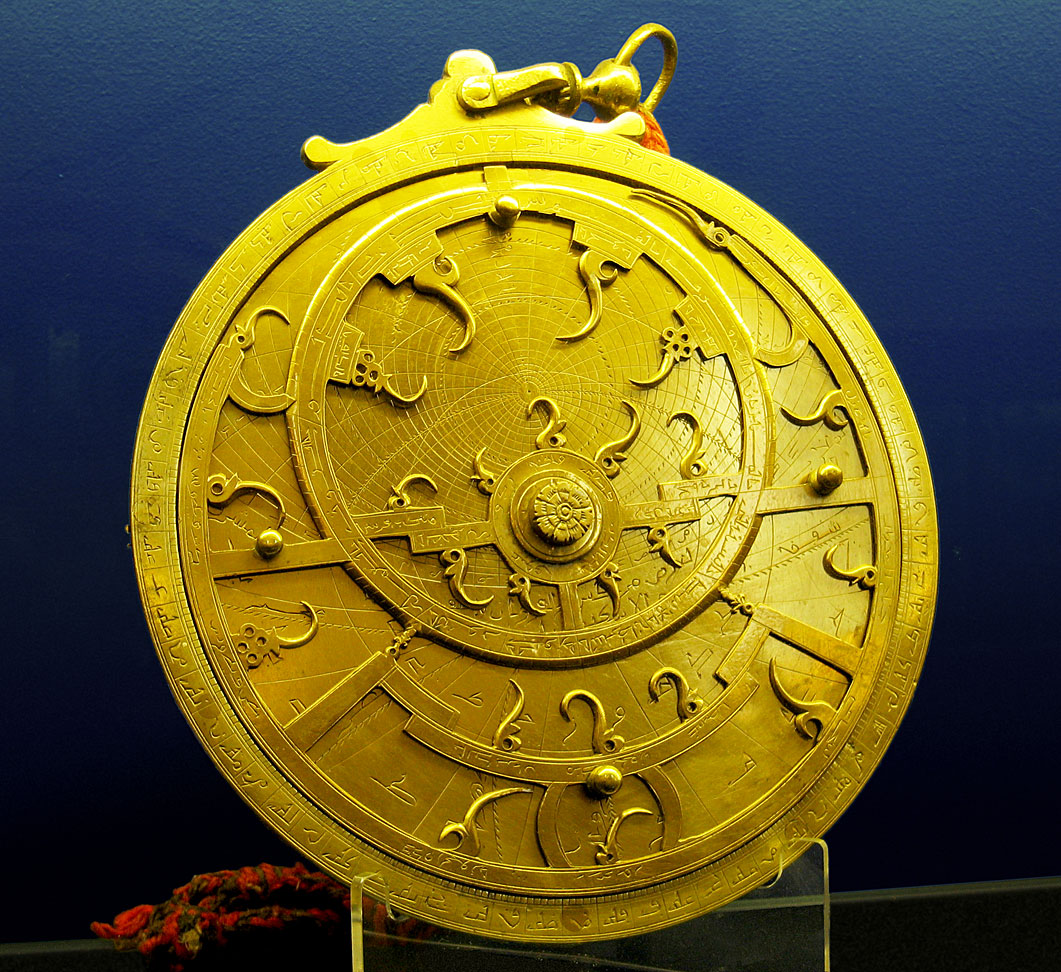
Perzisch astrolabium uit de 18e eeuw

Een navigatie-instrument is een meetinstrument dat gebruikt wordt om navigatiegrootheden vast te stellen, of een instrument dat de veilige navigatie bevordert. Voor een groot deel heeft dit betrekking op plaatsbepaling, maar ook op tijdmeting, richtingmeting, snelheidsmeting, hoogtemeting, dieptemeting en andere metingen die van belang zijn voor een veilige navigatie.
Navigatie-instrumenten zijn een hulpmiddel voor de navigator om de positie en oriëntatie te bepalen. Sinds de Tweede Wereldoorlog zijn deze instrumenten uitgebreid met volledige navigatiesystemen waarbij de positie bepaald wordt met weinig en later geen inbreng van de navigator.
Van groot belang is daarbij de nauwkeurigheid van de gebruikte instrumenten.

## Snelheidsmeting

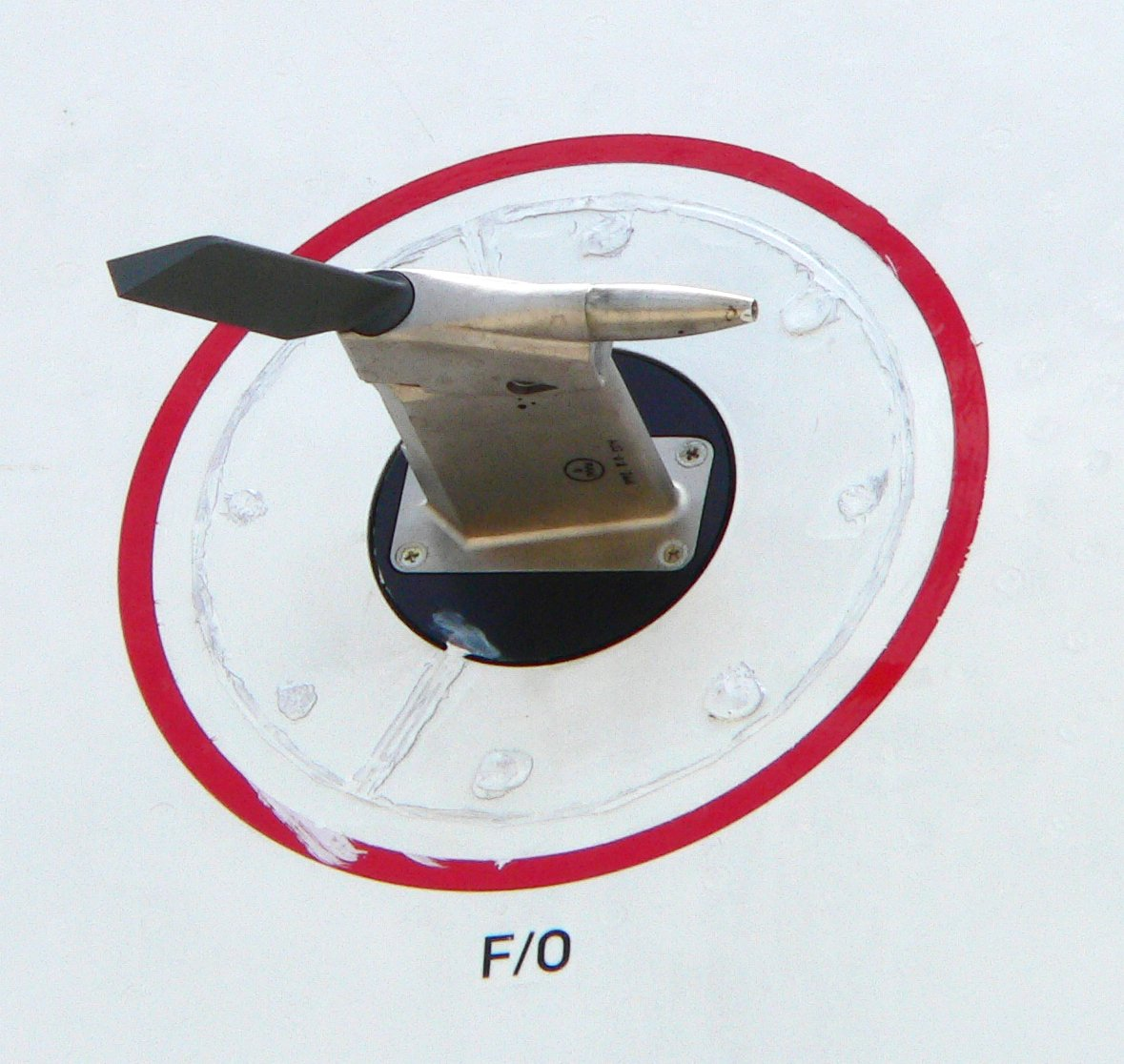
Pitotbuis van een Airbus A380. Hiermee wordt de snelheid door de lucht gemeten. Ook schepen maakten gebruik van dit principe.

Snelheidsmeting is van belang om de afgelegde weg vast te stellen. Afhankelijk van het meetprincipe wordt hierbij de grondsnelheid gemeten of de luchtsnelheid of vaart door het water. In combinatie met de grondkoers kan aan de hand hiervan een gegist bestek worden verkregen. Er zijn verschillende soorten snelheidsmeters.
In de scheepvaart gebeurt dit met een log:
- sleeplog;
- druklog:
- elektromagnetisch log;
- dopplerlog;

## Richtingmeting

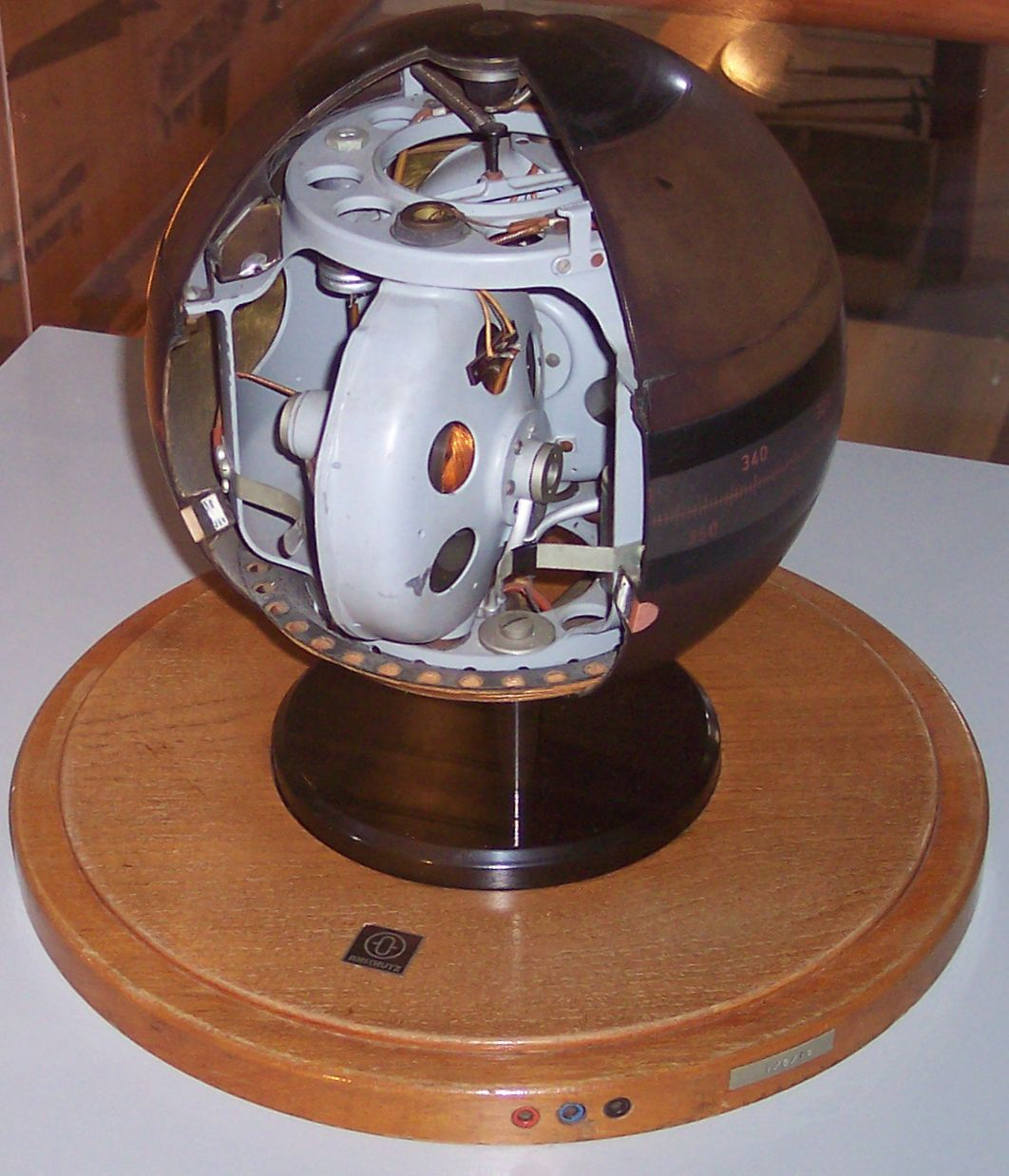
Het gyrokompas is een belangrijk instrument om richtingen te bepalen.

Het bepalen van de richting ten opzichte van het noorden is van groot belang bij de navigatie. Dit vindt plaats met een kompas:
- magnetisch kompas;
  - standaardkompas;
- gyrokompas;
- fibre optic gyrokompas;
- ringlasergyrokompas;
- fluxgate-kompas.

Een afgeleide hiervan is de bochtaanwijzer.
Vliegtuigen kunnen met VOR bepalen op welke hoek van het VOR-radiobaken het zich bevindt.
Om objecten te peilen zijn er verschillende instrumenten:
- pelorus;
- peiltoestel:
  - vizierpeiltoestel;
  - Thomson-peiltoestel;
- sextant;
- radar;
- radiorichtingzoeker;

Verticale richtingen, veelal hoogte genoemd, worden gemeten met:
- jakobsstaf;
- astrolabium;
- octant;
- sextant;

Om te allen tijde de stand van het vliegtuig ten opzichte van de horizon te kunnen bepalen, wordt gebruikgemaakt van een kunstmatige horizon.

## Afstandsmeting

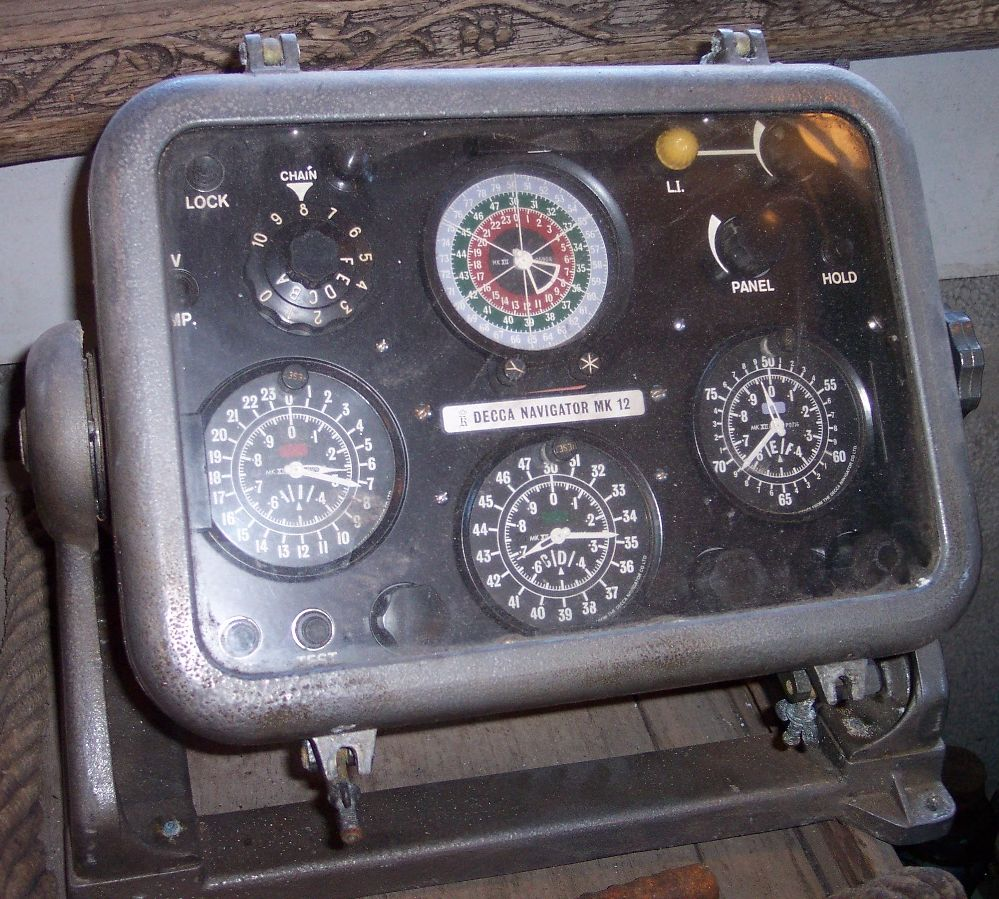
Een oude Decca Navigator Mk 12. Hierbij werd nog niet direct de positie gegeven, maar werden waardes gegeven voor de rode, groene en paarse lane. Aan de hand van een kaart met deccalijnen kon dan de positie gevonden worden.

Afstandsmeting vindt vooral plaats met elektronische plaatsbepalingssystemen. Dit gebeurt door van elektromagnetische signalen de looptijd, het looptijdverschil, het frequentieverschil of het faseverschil te meten. De meeste systemen zijn in staat om meerdere afstanden te meten om zo direct tot een positie te komen:
- radar;
- DME;

### Hoogtemeting
Hoogtemeting is vooral van belang voor de luchtvaart. Elektronische plaatsbepalingssystemen zijn vaak in staat om ook de hoogte te bepalen. Daarnaast zijn er specifieke hoogtemeters:
- barometrische hoogtemeter;
- radiohoogtemeter;
  - GPWS.

Een afgeleide hiervan is de variometer.

### Dieptemeting
Dieptemeting aan boord van schepen vindt plaats met een lood:
- handlood
- echolood

## Navigatiesystemen
- traagheidsnavigatie;
- hyperbolisch navigatiesysteem:
  - Gee;
  - Omega;
  - Alpha;
  - Decca;
  - Loran;
  - CHAYKA;
- Satellietnavigatie:
  - Transit;
  - GPS;
    - DGPS;

  - Glonass;
  - Galileo;
  - Beidou.

Alle metingen kunnen in een systeem worden ondergebracht dat de gegevens verwerkt. Dit kan dienen voor besturing of presentatie of een combinatie hiervan. Voor de besturing kan gebruikgemaakt worden van een automatische piloot, in de scheepvaart stuurautomaat genoemd. Voor de presentatie zijn er meerdere systemen:
- ECDIS;
- Inland ECDIS;
- Head-up display

Bij vliegtuigen worden botsingen voorkomen met ACAS en TCAS. Op schepen worden aanvaringen voorkomen met zichtpeilingen en radar met arpa en AIS.